# ウーピーパイ

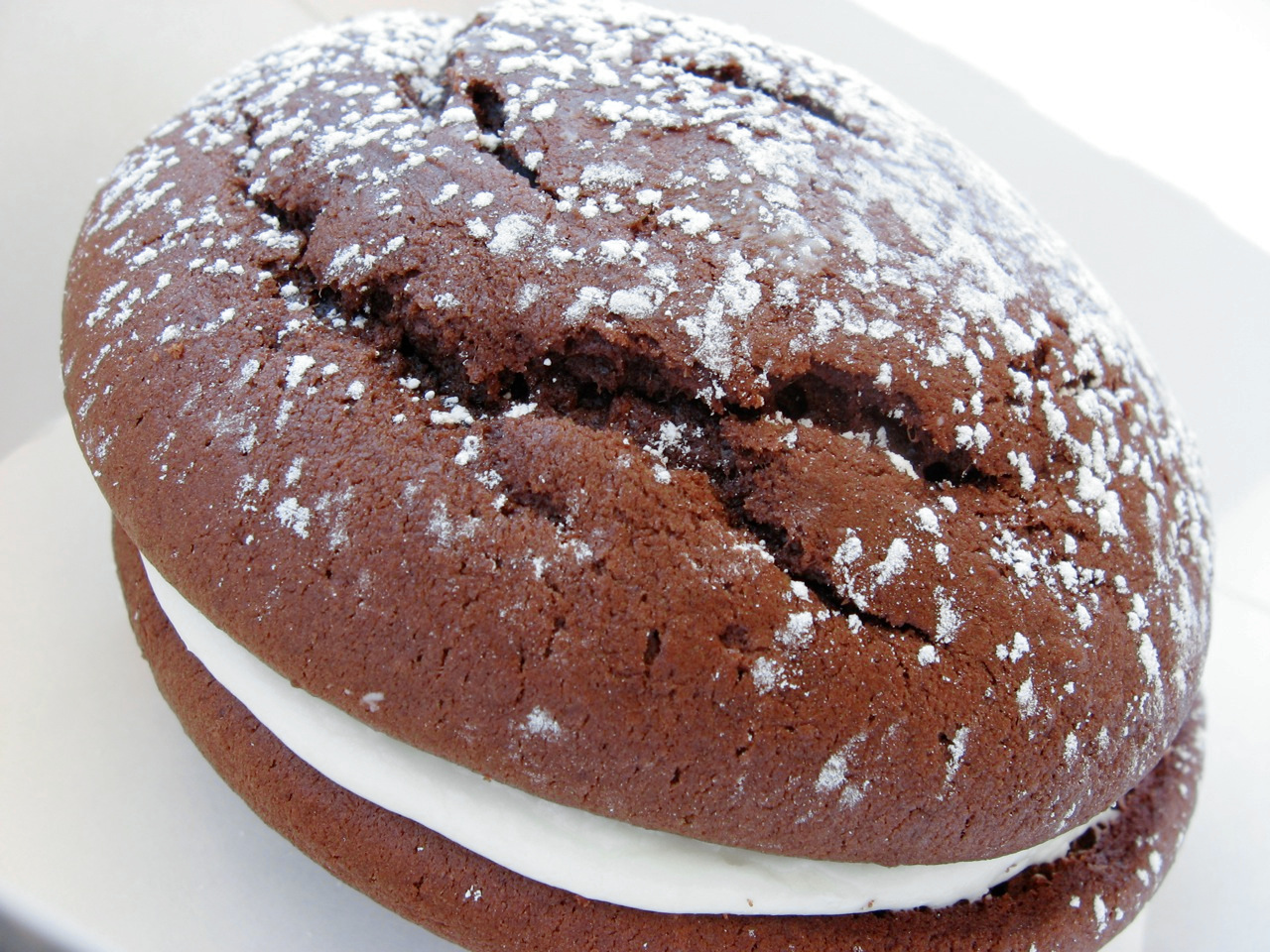
ウーピーパイ

ウーピーパイ（英語：whoopie pie、black moon、ピッツバーグ地域固有でgob、black-and-white、 bob、Big Fat Oreo：略して"BFO" 、1835年に"Devel Dogs,"と"Twins"と記載されている記録もある）とは、クッキー、パイまたはケーキと見なすこともできるアメリカ合衆国の焼き菓子である。これは、2つの丸い丘形のチョコレートケーキ・パンプキンケーキ・ジンジャーブレッドケーキ片と、それらの間にクリーミーなフィリングやアイシングを挟みこんで構成されている。

## 歴史
アメリカ北東部ニューイングランド地方とペンシルベニア州アーミッシュの伝統菓子であるが今では全米で販売されている。食品の歴史家によれば、アーミッシュの女性が（当時のハックルバックやクリーミータートルといった）デザートを弁当箱やランチボックスにつめ、昼に農民がその中にウーピーパイを見つけると「whoopie（イヤッホー）！」と喜んでいた。このことから元のウーピーパイはケーキバターの残りから作られていた可能性が考えられる。
アメリカ合衆国の州の食べ物一覧で、ウーピーパイはメイン州の象徴の一つ「ご馳走」に指定されている。（メイン州の「お菓子」はブルーベリーパイであることに注意）
世界最大のウーピーパイは1062ポンドの重さで、2011年3月26日にメイン州サウスポートランドで作成された。